# Anolis christophei
Anolis christophei este o specie de șopârle din genul Anolis, familia Polychrotidae, descrisă de Williams 1960. Conform Catalogue of Life specia Anolis christophei nu are subspecii cunoscute.